# Courmont, Aisne

Courmont este o comună în departamentul Aisne din nordul Franței. În 1 ianuarie 2022 avea o populație de 123 de locuitori.